# Franciszek Ksawery Horodyński
Franciszek Ksawery Horodyński (ur. 1806, zm. 2 lipca 1863 pod Radziwiłłowem) – polski ziemianin, pułkownik wojsk polskich, uczestnik powstania listopadowego, powstania węgierskiego i powstania styczniowego.

## Życiorys
Franciszek Ksawery Horodyński urodził się w 1806 roku w Perespie w cyrkule zamojskim, w rodzinie ziemiańskiej jako syn Jędrzeja Horodyńskiego.
Ukończył szkołę powszechną i gimnazjum w Lublinie. Następnie wstąpił do szkoły podchorążych, na której ukończył wydział inżynierski. Po zakończeniu edukacji otrzymał przydział do korpusu saperów w stopniu porucznika. Podczas powstania listopadowego walczył jako kapitan inżynieryi sztabu głównego. Horodyński odbył całą kampanię 1831 roku, m.in. był uczestnikiem bitwy pod Grochowem i pod Ostrołęką.
Po upadku insurekcji wyemigrował do Francji, gdzie pracował jako inżynier przy regulacji Loary. Jego wiedza i zaangażowanie zostały docenione, dzięki czemu awansował na głównego szefa robót regulacyjnych.
W 1849 roku, po wybuchu powstania węgierskiego, wziął urlop i udał się na Węgry, gdzie wstąpił do legionów polskich. Walczył jako dowódca batalionu piechoty w stopniu majora. Szczególnie odznaczył się 8 sierpnia w bitwie pod Temeszwarem, w której osłaniał na czele swego batalionu odwrót armii powstańczej. W tej bitwie stracił młodszego brata Wacława, który był jego podkomendnym. W uznaniu zasług został awansowany na pułkownika. Za swoją służbę został odznaczony węgierskim powstańczym Orderem Zasługi Wojskowej III klasy. Generał Józef Wysocki we wspomnieniach wysoko ocenił jego odwagę i zdolności dowódcze oraz wystawił mu chlubne świadectwo. Po klęsce powstania powrócił do Francji, na uprzednio zajmowane stanowisko.
W 1863 roku na wieść o wybuchu powstania styczniowego udał się razem ze swoim dawnym dowódcą, gen. Wysockim, na Wołyń. W wyprawie na Radziwiłłów (zakończonej niepowodzeniem 2 lipca 1863 dowodził 360-osobowym oddziałem ochotników. Zginął 2 lipca 1863 roku około godziny 4:00 podczas ataku na miasto, ugodzony dwiema kulami